# インデペンデンシア (装甲艦)
| ペルー海軍時代のインデペンデンシアを描いた絵画 | |
| 艦歴                                           | |
| 発注:                                          | |
| 起工:                                          | 1864年 |
| 進水:                                          | 1865年 |
| 就役:                                          | 1866年 |
| 退役:                                          | |
| その後:                                        | 1879年5月21日戦没 |
| 除籍:                                          | |
| 性能諸元                                       | |
| 排水量:                                        | 3,750トン（3,300英トン） |
| 全長:                                          | 65.53m |
| 全幅:                                          | 13.63m |
| 吃水:                                          | 6.62m |
| 機関:                                          | 型式不明石炭専焼缶4基 +レシプロエンジン1基1軸推進 |
| 最大出力:                                      | 1,500hp |
| 最大速力:                                      | 11.0ノット |
| 航続距離:                                      | 8ノット/1.536 海里 |
| 燃料:                                          | 石炭：450トン |
| 乗員:                                          | 375名 |
| 兵装:                                          | アームストロング150ポンド砲2基 アームストロング 70ポンド砲12基 1897年： Vavasseur 250ポンド砲1基 パロット 150ポンド砲1基 アームストロング 70ポンド砲12基 アームストロング 150ポンド砲2基 アームストロング 9ポンド砲2基 |
| 装甲:                                          | 舷側装甲：114mm 甲板：なし 司令塔：-mm |

インデペンデンシア（BAP Independencia）は、ペルー海軍が保有したフリゲート型装甲艦。太平洋戦争で、敵艦追撃中に座礁し全損となった。

## 艦形と武装

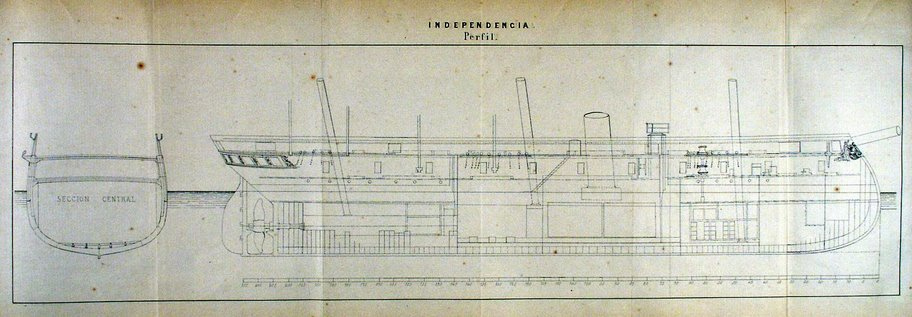
本艦の武装配置と装甲配置を示した図。

本艦の基本構造は艦首に鋭い形状の衝角（ラム）を持つ平甲板型船体に3本の帆走用マストを持つ装甲フリゲートで、船体中央部の1番・2番マストの間に船橋を持つ艦橋が立ち、主武装は上甲板の前後端部に配置し、副武装を艦内に配置していた。

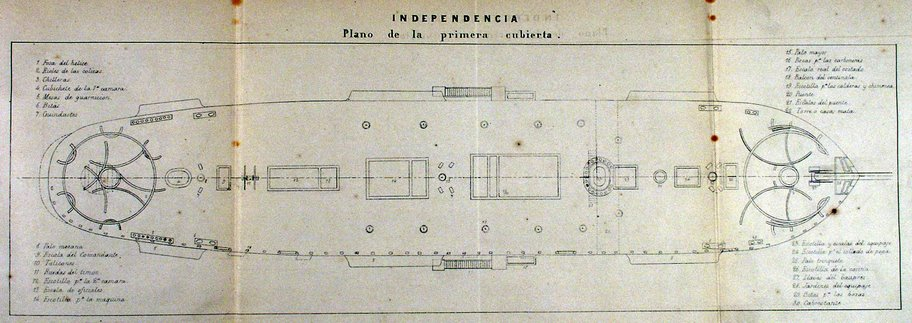
本艦の甲板上の武装配置を示した図。

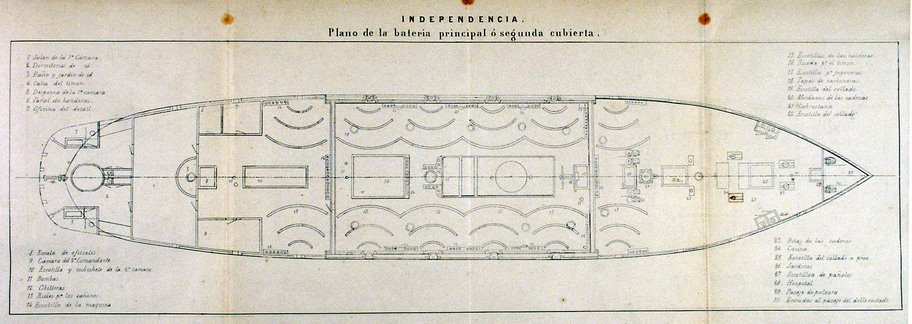
本艦の砲郭部の武装配置を示した図。

本艦の主砲には大砲技術の本場イギリスのアームストロング社の砲を採用している。艦首と艦尾の端部にアームストロング 150ポンド前装填式滑腔砲」を単装砲架で1基ずつ計2基を、艦内の中甲板上にアームストロング 70ポンド砲を舷側ケースメイト（砲郭）配置で片舷6基ずつ計12基を配置していた。上甲板と砲廓部の床面には、ピポッティング・スライド・キャリッジ（Pivotting Slide Calliage）と呼ばれる円弧状のレールが敷設され、その上に置かれた砲架を旋回・移動させる事により、砲郭から大砲を出した砲身を出した際に砲門を支点として砲尾部を扇状に動かすことにより広い射界が得られた。これにより少ない門数でも迅速に火砲を敵艦に向けられる工夫であった。

## 艦歴
1877年5月6日に装甲艦「ワスカル」がNicolás de Piérolaの支持者に乗っ取られると、同艦の奪還部隊が装甲艦「インデペンデンシア」艦長Mooreを指揮官として編成される。「インデペンデンシア」はコルベット「Union」、モニター「アタワルパ」とともにイキケ向かい、5月22日に到着した。5月28日、「ワスカル」の目撃情報を得て「インデペンデンシア」は「Union」とともにPisaguaへ向かう。同日、Punta Pichalo沖で「ワスカル」を発見し、「Union」、「Pilcomayo」とともに交戦したが、暗くなると戦闘は終わり、「ワスカル」は逃走した。この戦闘で「インデペンデンシア」は1発被弾。その砲弾は煙突を貫通して爆発し、2名が負傷した。

### 太平洋戦争
1879年5月、ペルーは兵員をアリカへ送り、大統領プラードもともにアリカへ向かった。「インデペンデンシア」と「ワスカル」はその輸送船を護衛して5月16日にカヤオを出発し、5月20日にアリカに到着した。到着後、イキケを封鎖していたチリ海軍主力が不在となっており、残っているのは旧式の「エスメラルダ」と「Covadonga」のみであることを知ると、プラードは「インデペンデンシア」と「ワスカル」にその攻撃を命じた。そうしてイキケの海戦が生起する。
5月21日朝、2隻はイキケに到着した。「ワスカル」が「エスメラルダ」と交戦し、「インデペンデンシア」は「Covadonga」と交戦。「Covadonga」に1発命中弾を与えるが、砲弾は船体を貫通し、大きな損害は与えられなかった。その後「Covadonga」は南へ逃走を図る。「インデペンデンシア」はそれを追撃するが、「Covadonga」の攻撃により艦首の9インチ砲が使用不能となった。「インデペンデンシア」は体当たりを試みるも2度失敗。イキケの南およそ10浬のPunta Gruesaで3度目の体当たりを試みた際、「インデペンデンシア」は座礁した。浸水によりボイラーの火は消え、傾斜したことで砲眼からも海水が流入。艦長Mooreは自沈させるため火薬庫へ火をつけることを命じるも、それは浸水により不可能であった。また、「Covadonga」の攻撃で火災が発生した。「インデペンデンシア」は白旗を掲げたが、「ワスカル」が現れたため「Covadonga」は逃走した。
「インデペンデンシア」は全損となり、150ポンド砲2門のみが回収された。人的被害は死者4名負傷者11名、または死傷者18名であった。